# Ronjenje na dah
Ronjenje na dah je vršenje bilo koje od vodenih aktivnosti koja se odvija 
prilikom zadržavanja daha ili bilo koja od raznih vodenih disciplina, u kojoj ronioci pokušavaju ostati što je moguće duže bez pomoći podvodnih aparata za disanje.

## Povijest
Ronjenje na dah je aktivnost stara kao i samo čovječanstvo.
Više nego bilo koji drugi sport, ronjenje na dah se temelji na starim podsvijesnim refleksima zapisanima u ljudskom genomu.
Za prvih 9 mjeseci života, ljudi egzistiraju u vodenom okolišu vrlo sličnom morskoj vodi.
Ako je dijete potopljeno pod vodom, ono instinktivno drži dah do 40 sekundi dok pliva prsno, a izgleda da izgubi tu sposobnost čim prohoda.
Buđenja tih refleksa je jedan od najvažnijih elemenata u ronjenju na dah, dajući time bolju sposobnosti ljudi da se zaštite na velikim dubinama.
Jedni od najstarijih podataka o ronjenju na dah datiraju iz 3. stoljeća prije Krista u Japanu gdje se po prvi put spominju "AMA", muškarci i žene ronioci, sakupljači prirodnih bogatstava pod morem.
Tradicija se održala do današnjih dana no samo u žena, sakupljačica kamenica, rakova i algi.
Jedna od poznatijih anegdota iz prošlog stoljeća spominje Grka imena Gheorgios Haggi Statti. 1913. godine brod talijanske mornarice ostao je bez sidra. Haggi Statti ponudio se da će sidro pronaći i izroniti. Više puta je uz pomoć utega zaronio na dubinu preko 70 metara dok nije zavezao konop za sidro. Brodski liječnik bio je zaprepašten njegovim sposobnostima.
Moderno doba ronjenja na dah započinju Enzo Maiorca i Jacques Mayol, opovrgavajući teoriju tadašnje medicine o dubinskim granicama za ljude.
Od tog vremena medicina je znatno napredovala u objašnjavanju fizioloških fenomena koji su značajni za ronjenje na dah. 
Višegodišnji hrvatski i svjetski rekorder u ronjenju na dah bio je Kristijan Curavić. Dugogodišnju Curavićevu vladavinu u ovoj disciplini u Hrvatskoj prekinuo je reprezentativni ronilac Goran Čolak. Čolak je poslije postavio svjetske rekorde u ronjenju na dah u disciplini Static Apnea O2, odnosno zadržavanja zraka u mirovanju s prethodnim disanjem čistog kisika. Svjetski rekord na dah u disciplini 'dinamika', ronjenje s perajama u bazenu od 50 metara, postavila je hrvatska Katarina Turčinović.

## Discipline
Tablični pregled glavnih razlika dubinskih disciplina

BF - BiFins (Stereo peraje), MF - MonoFin (Monoperaja) 
| discipline      | discipline | specifična oprema za ronjenje (koja poboljšava rezultate) | specifična oprema za ronjenje (koja poboljšava rezultate) | promjena težine ronioca |
| discipline      | discipline | uron                                                      | izron                                                     | promjena težine ronioca |
| --------------- | ---------- | --------------------------------------------------------- | --------------------------------------------------------- | ----------------------- |
| JB              | JB         | uteg i/ili peraje (BF ili MF)                             | peraje (BF ili MF)                                        | samo uteg               |
| d u b i n s k e | CNF        | bez pomagala ili uteg                                     | bez pomagala                                              | NE                      |
| d u b i n s k e | CWT        | peraje (BF ili MF) i/ili uteg                             | peraje (BF ili MF)                                        | NE                      |
| d u b i n s k e | CWT BF     | BF peraje i/ili uteg (zabranjen leptir zamah nogama)      | BF peraje (zabranjen leptir zamah nogama)                 | NE                      |
| d u b i n s k e | FIM        | povlačenje užeta                                          | povlačenje užeta                                          | NE                      |
| d u b i n s k e | VNF        | uteg                                                      | povlačenje užeta ili bez pomagala                         | DA                      |
| d u b i n s k e | VWT        | uteg                                                      | peraje (BF ili MF) ili povlačenje užeta                   | DA                      |
| d u b i n s k e | SP         | kamen                                                     | izvlačen užetom                                           | DA                      |
| d u b i n s k e | NLT        | po izboru (najčešće uteg)                                 | po izboru (najčešće zračni jastuci)                       | DA                      |

## Ronilačke organizacije
- CMAS
- AIDA
- IAFD (International Association of Freedivers)[7]
- FREE (Freediving Regulations and Education Entity)[7]

## Zanimljivosti
Betablokatorima (doping u ronjenju na dah) je moguće produljiti vrijeme u statici za do 20%. Produljuju svaki vid apneje reduciranjem srčanog ritma, tlaka i minutnog volumena srca.